# جمال الكربولي
جمال الكربولي (جمال ناصر دلي أحمد الكربولي) سياسي ورجل أعمال عراقي يعمل في الشأن العام منذ 1985، وهو مؤسس الحركة الوطنية للإصلاح والتنمية "الحل" ، إحدى الحركات السياسية السنية في العراق، وقيادي في ائتلافات عدة مؤثرة في المشهد السياسي منذ 2008.

## العمل السياسي
أسس جمال الكربولي الحركة الوطنية للإصلاح والتنمية "الحل" في نيسان 2008، ويشغل منصب أمينها العام ورئيس مكتبها السياسي، تمارس حركة «الحل»، نشاطها في محافظات بغداد والأنبار وصلاح الدين ، وكركوك ، ومنذ كانون الثاني 2017، يعمل الكربولي منسقاً عاماً لمجموعة تحالفات لخوض الانتخابات البرلمانية في أيّار 2018، هي تحالف بغداد ، والأنبار هويتنا ، وديالى التحدي ، وصلاح الدين هويتنا ، ونينوى هويتنا ، وتجمع عرب كركوك.
منذ عام 2014، يشغل الدكتور الكربولي عضوية الهيئة القيادية لتحالف القوى العراقية المشارك في الحكومة ، وهو مؤسس ائتلاف متحدون للإصلاح وعضو هيئته القيادية منذ كانون الثاني 2014، حين شارك الائتلاف في الانتخابات البرلمانية ونال 14 مقعداً في 6 محافظات هي بغداد والأنبار وصلاح الدين وديالى ونينوى وكركوك.
وقد كانت أول مشاركة لحركة «الحل» في الانتخابات البرلمانية في آذار 2010، حيث ساهم الدكتور الكربولي في تأسيس ائتلاف القائمة العراقية وشغل عضوية هيئته القيادية، وتمكّن الائتلاف من الفوز في الانتخابات البرلمانية عام 2010 وحصلت الحركة على المركز الثالث ضمن الائتلاف، بينها 12 مقعداً في مجلس النواب.
في كانون الثاني 2013، كان الكربولي أسّس ائتلاف العراقية – العربية وشغل عضوية هيئته القيادية من أجل خوض انتخابات مجالس المحافظات، وأحرز الائتلاف 14 مقعداً محلياً في المحافظات الست نفسها، وكانت حركة «الحل» شاركت للمرة الأولى في انتخابات مجالس المحافظات في كانون الثاني 2009، ونالت 3 مقاعد محلية.
ضمن نشاطاته السياسية المتعددة، ترأّس الدكتور جمال الكربولي وفد حركة «الحل» وشارك في وفود ائتلافات عدة لإجتماعات مع قيادات سياسية ومسؤولين كبار في العراق وإقليم كردستان العراق ، وشارك كذلك من موقعه القيادي في مؤتمرات رفيعة المستوى إقليمياً ودولياً.

## النشأة
ولد جمال الكربولي عام 1965 في المسّيب، أحد أكبر أقضية محافظة بابل وسط العراق، ينتمي إلى عشيرة الكرابلة، وهو عضو في نقابة الأطباء العراقيين، عمل في حياته المبكرة في وزارة الدفاع العراقية كطبيب برتبة ملازم، ثم في مستشفى اليرموك التعليمي<ref>مستشفى اليرموك (بغداد) بين 1993 و1998 وهو متزوج وله ثلاثة أطفال.